# Heidi Kollanen
Heidi Kollanen (Tampere, 6 giugno 1997) è una calciatrice finlandese, attaccante del Vittsjö GIK e della nazionale finlandese.

## Carriera

### Club
Heidi Kollanen inizia la carriera nella giovanili dell'Ilves, società con sede nella natia Tampere, venendo promossa in prima squadra dalla stagione 2012 facendo così il suo debutto in Naisten Liiga, l'allora denominazione del primo livello del campionato finlandese femminile di calcio. Condivide la sorte della sua squadra che al termine del campionato 2012 è costretta a retrocedere in Naisten Ykkönen, restandovi per due campionati e conquistando la promozione al termine del 2014.
Con il ritorno dell'Ilves in massima serie Kollanen è tra le protagoniste del campionato 2015, capace di trascinare la sua squadra ad un lusinghiero secondo posto dietro a un'irraggiungibile PK-35 Vantaa, e affermandosi come capocannoniere del campionato con 24 reti siglate. Rimane legata alla società fino all'estate 2016 quando, con 11 reti siglate su 15 presenze in campionato., decide di trasferirsi negli Stati Uniti d'America per approfondire gli studi all'Università statale della Florida (Florida State University - FSU).
Terminata l'esperienza statunitense Kollanen fa ritorno in Finlandia, accordandosi con il PK-35 per la stagione 2018. Con la società di Vantaa ottiene il suo primo trofeo di campione di Finlandia, contribuendo con le sue 15 reti, maggiore marcatrice della squadra, il primo posto nel campionato 2018.
Esauriti gli impegni contrattuali con il PK-35 Vantaa, Kollanen decide di accettare la proposta del Tavagnacco per la sua seconda esperienza all'estero, per giocare la stagione 2018-2019 in Serie A, massimo livello del campionato italiano.
Nel luglio 2019 torna nel Nord Europa, accordandosi con le svedesi dell'KIF Örebro.

### Calcio universitario
Negli Stati Uniti affianca al suo programma scolastico quello atletico, giocando nella FSU Seminoles,  la formazione di calcio femminile universitario dell'università che partecipa alla Division I della National Collegiate Athletic Association (NCAA), dove si è laureata campione assoluta nel 2014, e all'Atlantic Coast Conference (ACC). Affronta la seconda parte del campionato NCAA 2016 giocando un totale di 17 incontri e andando a segno per la prima volta siglando la rete del definitivo 4-0 sulle avversarie del Samford. Nel 2017 Kollanen è costretta, causa un grave infortunio, a disertare i campi di gioco per quasi tutta la stagione, totalizzando una sola presenza.

### Nazionale
Kollanen inizia ad essere convocata dalla federazione calcistica della Finlandia (Suomen Palloliitto/Finlands Bollförbund - SPL/FBF) fin dalla giovane età, vestendo la maglia delle nazionali giovanili dalla Under-16 alla Under-19.
Nel 2012 viene inserita in rosa con la formazione Under-17 impegnata nelle qualificazioni all'edizione 2013 del campionato europeo di categoria, giocando i tre incontri del gruppo 3 nella seconda fase di qualificazione e dove la squadra, con tre sconfitte e nessuna rete siglata, viene eliminata dal torneo. Kollanen è nuovamente inserita in rosa per la successiva qualificazione di Inghilterra 2014, giocando tutte le sei partite disputate dalla sua nazionale e dove, nella fase élite, va a segno per la prima volta il 4 ottobre 2013 siglando la rete del definitivo 3-0 sulla avversarie dell'Ungheria, unica vittoria della fase e che non consente alla Finlandia di accedere alla fase finale.
Nel 2014 passa alla formazione Under-19, inserita in rosa con la squadra impegnata nelle qualificazioni all'Europeo di Israele 2015. Kollanen gioca tutte le sei partite della fase di qualificazione andando a segno cinque volte, doppietta alla Grecia poi Georgia, Turchia dove segna la rete del parziale 2-1 per la Finlandia, e Portogallo dove sigla la rete del pareggio per 1-1, tuttavia la sua nazionale non riesce ad accedere alla fase finale. Ancora in rosa per le qualificazioni per l'Europeo di Slovacchia 2016, viene nuovamente impiegata in tutti i sei incontri giocati dalla sua nazionale, siglando complessivamente 8 reti, andando a segno con Lituania (5 gol),  Polonia (doppietta) e, nella fase élite, quella della vittoria per 2-1 sulla Bielorussia. Nuovamente la Finlandia non riesce ad accedere alla fase finale.
Convocata infine nella nazionale maggiore, fa il suo debutto il 6 aprile 2018, nell'incontro perso per 2-0 con la Spagna nell'ambito della fase di qualificazione al Mondiale di Francia 2019: in quell'occasione il tecnico Anna Signeul la fa scendere in campo durante il recupero a fine incontro rilevando Juliette Kemppi partita titolare.

## Palmarès

### Club
- Campionato finlandese: 1

PK-35 Vantaa: 2018
- Campionato finlandese femminile di seconda divisione: 1

Ilves: 2014

### Individuale
- Capocannoniere del campionato finlandese: 1

2015 (24 reti)